# 巴拉熱爾
48°14′47″N 22°36′31″E / 48.24639°N 22.60861°E

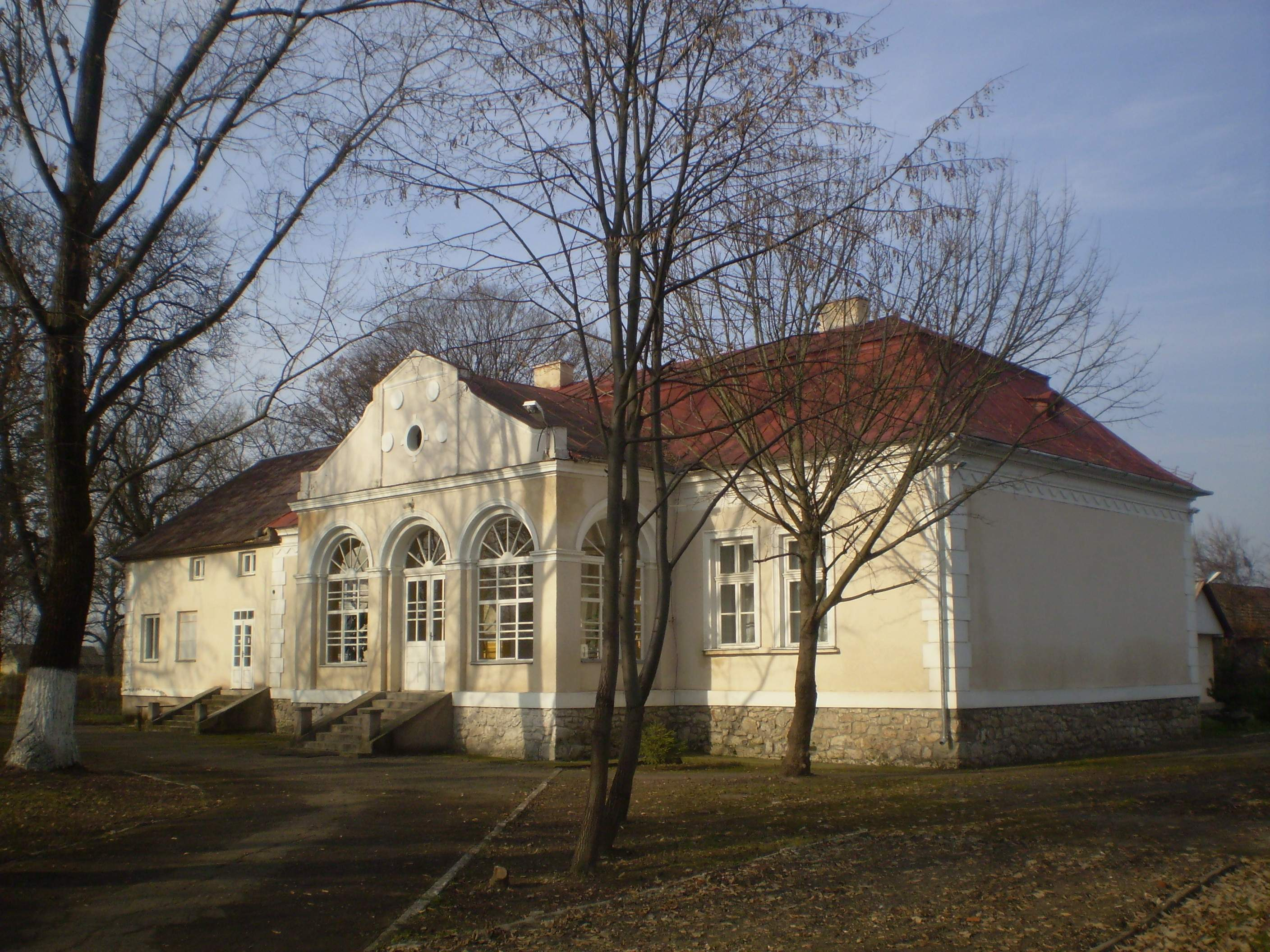

巴拉熱爾（烏克蘭語：Балажер），是烏克蘭西部的村莊，隸屬外喀爾巴阡州的貝雷霍韋區。該村始建於1323年，面積2.2平方公里，海拔高度109米，2001年人口816，人口密度每平方公里370.91人。